# Polyommatus rufoprivata
Polyommatus rufoprivata är en fjärilsart som beskrevs av Ruggero Verity 1926. Polyommatus rufoprivata ingår i släktet Polyommatus och familjen juvelvingar. Inga underarter finns listade i Catalogue of Life.